# Fausto Guerzoni
Fausto Guerzoni (Nonantola, 13 gennaio 1904 – Roma, 1º giugno 1967) è stato un attore italiano.

## Biografia
Nato in provincia di Modena, inizia l'attività come giovane attore comico nell'avanspettacolo e nel teatro di varietà, tra le Compagnie che lo hanno scritturato quella di Nuto Navarrini, Isa Bluette, Marisa Maresca. Viene scoperto da Mario Camerini, che lo fa debuttare nel cinema nella pellicola Darò un milione del 1935, film con cui inizia una carriera in oltre cento film. Frequenti, sempre come attore caratterista, le sue partecipazioni alla prosa televisiva della Rai, sin dall'inizio delle trasmissioni nel 1954. Lavorerà sino alla metà degli anni sessanta, per morire poco dopo, nel 1967.

## Filmografia
- Darò un milione, regia di Mario Camerini (1935)
- Bertoldo, Bertoldino e Cacasenno, regia di Giorgio Simonelli (1936)
- Il fu Mattia Pascal, regia di Pierre Chenal (1937)
- Crispino e la comare, regia di Vincenzo Sorelli (1938)
- Tutta la vita in una notte, regia di Corrado D'Errico (1938)
- Sotto la croce del sud, regia di Guido Brignone (1938)
- Mille lire al mese, regia di Max Neufeld (1938)
- Stella del mare, regia di Corrado D'Errico (1939)
- Diamanti, regia di Corrado D'Errico (1939)
- Belle o brutte si sposan tutte..., regia di Carlo Ludovico Bragaglia (1939)
- Retroscena, regia di Alessandro Blasetti (1939)
- Cose dell'altro mondo, regia di Nunzio Malasomma (1939)
- Bionda sottochiave, regia di Camillo Mastrocinque (1939)
- Il ladro, regia di Anton Germano Rossi (1940)
- Troppo tardi t'ho conosciuta, regia di Emanuele Caracciolo (1940)
- L'ebbrezza del cielo, regia di Giorgio Ferroni (1940)
- La canzone rubata, regia di Max Neufeld (1940)
- Don Pasquale, regia di Camillo Mastrocinque (1940)
- Il signore a doppio petto, regia di Flavio Calzavara (1941)
- Idillio a Budapest, regia di Giorgio Ansoldi e Gabriele Varriale (1941)
- Notte di fortuna, regia di Raffaello Matarazzo (1941)
- Il cavaliere senza nome, regia di Ferruccio Cerio (1941)
- Il re d'Inghilterra non paga, regia di Giovacchino Forzano (1941)
- Un marito per il mese d'aprile, regia di Giorgio Simonelli (1941)
- La compagnia della teppa, regia di Corrado D'Errico (1941)
- Il re si diverte, regia di Mario Bonnard (1941)
- Un garibaldino al convento, regia di Vittorio De Sica (1942)
- L'angelo del crepuscolo, regia di Gianni Pons (1942)
- Gioco pericoloso, regia di Nunzio Malasomma (1943)
- Il nemico, regia di Guglielmo Giannini (1943)
- Incontri di notte, regia di Nunzio Malasomma (1943)
- Cortocircuito, regia di Giacomo Gentilomo (1943)
- Gli assi della risata, epis. Il mio pallone e Turno di riposo, regia di Gino Talamo (1943)
- La casa senza tempo, regia di Andrea Della Sabbia (1943)
- L'abito nero da sposa, regia di Luigi Zampa (1943)
- Le modelle di via Margutta, regia di Giuseppe Maria Scotese (1945)
- La grande aurora, regia di Giuseppe Maria Scotese (1946)
- Lo sconosciuto di San Marino, regia di Michał Waszyński e Vittorio Cottafavi (1947)
- Ladri di biciclette, regia di Vittorio De Sica (1948)
- 11 uomini e un pallone, regia di Giorgio Simonelli (1948)
- L'isola di Montecristo, regia di Mario Sequi (1948)
- Altura, regia di Mario Sequi (1949)
- Monastero di Santa Chiara, regia di Mario Sequi (1949)
- È più facile che un cammello..., regia di Luigi Zampa (1950)
- Prima comunione, regia di Alessandro Blasetti (1950)
- Mamma mia, che impressione!, regia di Roberto Savarese (1951)
- Il lupo della frontiera, regia di Edoardo Anton e Piero Scanziani (1951)
- La vendetta di Aquila Nera, regia di Riccardo Freda (1951)
- Incantesimo tragico (Oliva), regia di Mario Sequi (1951)
- Roma ore 11, regia di Giuseppe De Santis (1951)
- Buongiorno, elefante!, regia di Gianni Franciolini (1951)
- Cronaca di un delitto, regia di Mario Sequi (1952)
- Terra straniera, regia di Sergio Corbucci (1952)
- Anni facili, regia di Luigi Zampa (1953)
- Pane, amore e fantasia, regia di Luigi Comencini (1953)
- Il paese dei campanelli, regia di Jean Boyer (1954)
- Gran varietà, regia di Domenico Paolella (1954)
- Pane, amore e gelosia, regia di Luigi Comencini (1954)
- Assi alla ribalta, regia di Ferdinando Baldi (1954)
- Ridere! Ridere! Ridere!, regia di Edoardo Anton (1954)
- Pane, amore e..., regia di Dino Risi (1955)
- La nonna Sabella, regia di Dino Risi (1957)
- Non cantare, baciami!, regia di Giorgio Simonelli (1957)
- Il corsaro della mezzaluna, regia di Giuseppe Maria Scotese (1957)
- Ladro lui, ladra lei, regia di Luigi Zampa (1958)
- Anna di Brooklyn, regia di Carlo Lastricati e Vittorio De Sica (1958)
- La nipote Sabella, regia di Giorgio Bianchi (1958)
- Pia de' Tolomei, regia di Sergio Grieco (1958)
- Il magistrato, regia di Luigi Zampa (1959)
- Le sorprese dell'amore, regia di Luigi Comencini (1959)
- La notte del grande assalto, regia di Giuseppe Maria Scotese (1959)
- Il vigile, regia di Luigi Zampa (1960)
- Gioventù di notte, regia di Mario Sequi (1961)
- Follie d'estate, regia di Edoardo Anton e Carlo Infascelli (1963)

## Prosa televisiva Rai
- Zio Vanja di Anton Čechov, regia di Claudio Fino, trasmessa il 13 aprile 1962.
- L'invito al castello di Jean Anouilh, regia di Edmo Fenoglio, trasmessa il 13 agosto 1962.
- Pastica e figlio, regia di Leonardo Cortese, trasmessa il 4 gennaio 1963.
- La foresta, regia di Edmo Fenoglio, trasmessa il 14 gennaio 1963.
- Senza dote, regia di Edmo Fenoglio, trasmessa l'8 luglio 1963.
- Il giocatore, regia di Edmo Fenoglio, trasmesso nel febbraio 1965.
- Una cenerentola alla moda di Rodolfo Eger, regia di Italo Alfaro, trasmessa il 9 maggio 1965.